# Aspidoscelis exsanguis
Espèce
Synonymes
- Cnemidophorus sacki exsanguis Lowe, 1956
- Cnemidophorus exsanguis Lowe, 1956

Statut de conservation UICN

 LC  : Préoccupation mineure
Aspidoscelis exsanguis est une espèce de sauriens de la famille des Teiidae.

## Répartition
Cette espèce se rencontre :
- aux États-Unis dans le Sud-Ouest du Texas, dans le sud-est de l'Arizona et au Nouveau-Mexique ;
- au Mexique dans le Nord du Chihuahua et dans le Nord-Est du Sonora.

## Description
C'est une espèce parténogénique issue de l'hybridation de ces trois espèces : Aspidoscelis inornata, Aspidoscelis septemvittata et de Aspidoscelis costata.

## Publication originale
- Lowe, 1956 : A new species and a new subspecies of whiptail lizards (genus Cnemidophorus) of the Inland Southwest. Bulletin of the Chicago Academy of Sciences, vol. 10, no 9, p. 137-150.